# Pちゃん (ポンキッキーズ)
Pちゃん（ピーちゃん）は、フジテレビ系列の子供番組『ポンキッキーズ』より出演したキャラクター。

## 特徴
『ポンキッキーズ』には1994年4月から登場。番組の略称「P-kies（ピーキーズ）」を象徴し、体はアルファベットのPをかたどった形状で、黒の蝶ネクタイを付けている。アルファベット星・P島出身のヒューマノイド（宇宙生物）という設定で「ピー」およびP音（パ行）で始まる言葉しか発しない。背中の色は、番組内では1994年から2005年までは緑、2005年からは青と変化している（色が変えられるという設定）。デザインはイラストレーターの北田哲也によるもの。
イラストとミニチュア人形及びその他の映像で、A～Z型の仲間「アルファベッツ」も登場している。

## 番組での活躍
- 同番組のキャラクター、ガチャピン、ムックと共に活躍し、時々トリオを組むこともある。
- 番組の企画で1996年頃に、イギリスで実際に走っている『きかんしゃトーマス』に会いにいったことがある（ビデオ化もされている）。
- 1998年に現代洋子作の漫画『おごってジャンケン隊』に、ガチャピン&ムックに次いでゲスト出演し、当時番組レギュラーであったBOSE（スチャダラパー）が「通訳」として同席した。作品内では「阪神・プロレスファンで、ジッポーのコレクター」という意外な趣味が語られている。
- 1999年より放送されたアニメ『デジモンアドベンチャー』35話では、ガチャピン・ムックとともに現実世界に現れたバケモンを殴っていた。このPちゃんとガチャピン・ムックの登場シーンは、後にアメリカで放送された英語吹き替えで見ることができる。
- 2006年4月〜2007年3月放送の『ポンキッキ』では番組出演はほぼ無かったが『KIDSワークショップ』（フジテレビ721にて放送）やお台場でのフジテレビのイベント等には引き続き登場。2006年春に行われたサタキッズLIVEの「RAG FAIRとあそぼう」では、ボイスパーカッションの才能も発揮していた。

## レギュラー出演番組
- ポンキッキーズ（フジテレビ系→BSフジ）
- ポンキッキーズ21（フジテレビ系）
- ポンキッキ（フジテレビ系・BSフジ）（前期のみ）
- Beポンキッキ（BSフジ）
- beポンキッキーズ（BSフジ）